# Каку, Митио
Ми́тио Ка́ку (англ. Michio Kaku, яп. 角道夫; род. 24 января 1947, Сан-Хосе, Калифорния, США) — американский физик-теоретик японского происхождения, наиболее известен как активный популяризатор науки, автор научно-популярных книг.

## Биография
Родился в семье японских иммигрантов: его дед приехал в Америку для участия в операции по ликвидации последствий землетрясения в Сан-Франциско 1906 года, отец родился в Калифорнии, но образование получил в Японии и плохо говорил по-английски; с матерью отец встретился во время Второй мировой войны в лагере Тул-Лейк для интернированных японцев, там же и родился его старший брат.
Учился в Средней школе Кибберли, был капитаном шахматной команды школы. В школьные годы построил камеру Вильсона и ускоритель частиц на 2,3 млн электронвольт, представлял конструкции на национальной научной ярмарке в Альбукерке, где привлёк внимание физика Эдварда Теллера. Теллер содействовал получению стипендии фонда Герца и поступлению в Гарвардский университет. Степень бакалавра в Гарварде получил в 1968 году, после чего поступил в радиационную лабораторию в Беркли, где в 1972 году стал доктором философии. В 1973 году приглашён в Принстонский университет.
Во время вьетнамской войны призван в армию, окончил базовую подготовку в Форт-Беннинге (Джорджия) и продвинутый курс подготовки для пехоты в Форт-Льюисе (Вашингтон), но на фронт не попал в связи с окончанием войны.
С 1980-х годов — преподаватель нью-йоркского Сити-колледжа.
Жена — Сидзуэ Каку, в семье двое дочерей. По состоянию на 2010-е годы проживает с семьёй в Нью-Йорке.

## Деятельность
Активный популяризатор теоретической физики и современных концепций устройства мироздания, автор книг, целью которых является попытка донести сложные научные теории до массового читателя доступным языком. Часто выступает по радио и телевидению, снимается в документальных фильмах, в частности, был ведущим в программах «How the Universe works» и «Sci Fi Science» телеканала Discovery. Ряд книг и телепередач переведены на многие языки мира. Книги «Будущее разума», «Гиперпространство» и «Параллельные миры» в рамках проекта «Дигитека» распространяются в электронном виде бесплатно для всех читателей.